# Żebro (geomorfologia)

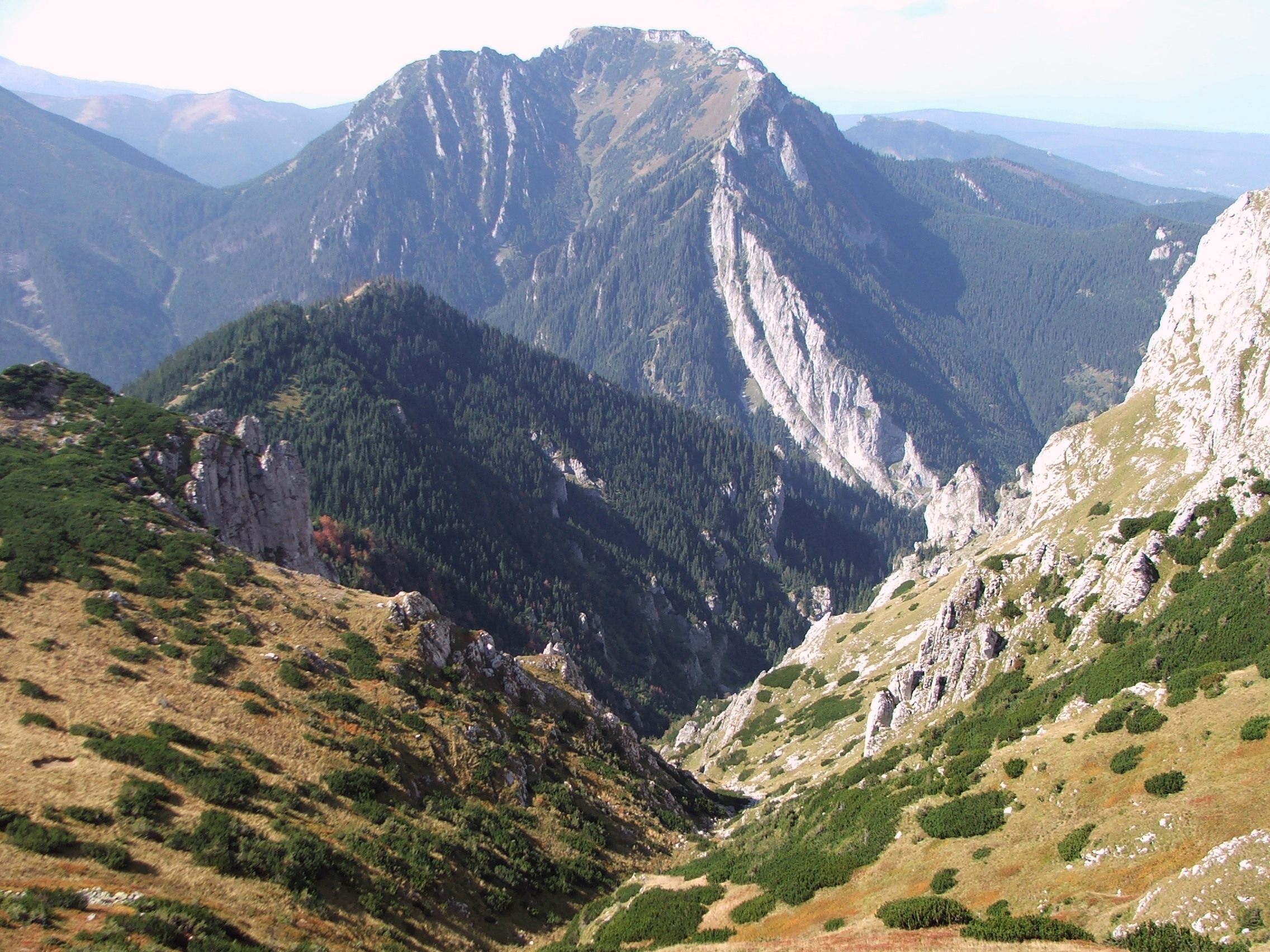
Żebra skalne na Kominiarskim Wierchu

Żebro – wypukła forma ukształtowania terenu. Jest to wypukłość zbocza lub ściany stosunkowo wąska, skalista i stroma, o długości do kilkuset metrów, a w Himalajach nawet do kilku kilometrów. Żebro jest podobne do grzędy, ale znacznie od niej węższe i bardziej strome.